# L'Enfant tombé des étoiles
L'enfant tombé des étoiles (titre original : Star Lummox / The Star Beast) est un roman de science-fiction écrit par Robert A. Heinlein et publié en 1954. Il raconte l'histoire d'un adolescent qui découvre que son animal de compagnie extraterrestre n'est pas ce qu'il paraît être.

## Résumé
John Thomas Stuart XI, dont un ancêtre a rapporté un animal extraterrestre d'un voyage interstellaire, a un problème : l'animal, dont il a hérité, se développe dans des proportions hors normes. Sa mère lui enjoint de se débarrasser de lui, mais il s'enfuit avec l'animal.
Le reste du roman décrit la découverte de la véritable nature de la bête extraterrestre et les répercussions diplomatiques de cette découverte.